# 大洛磯山

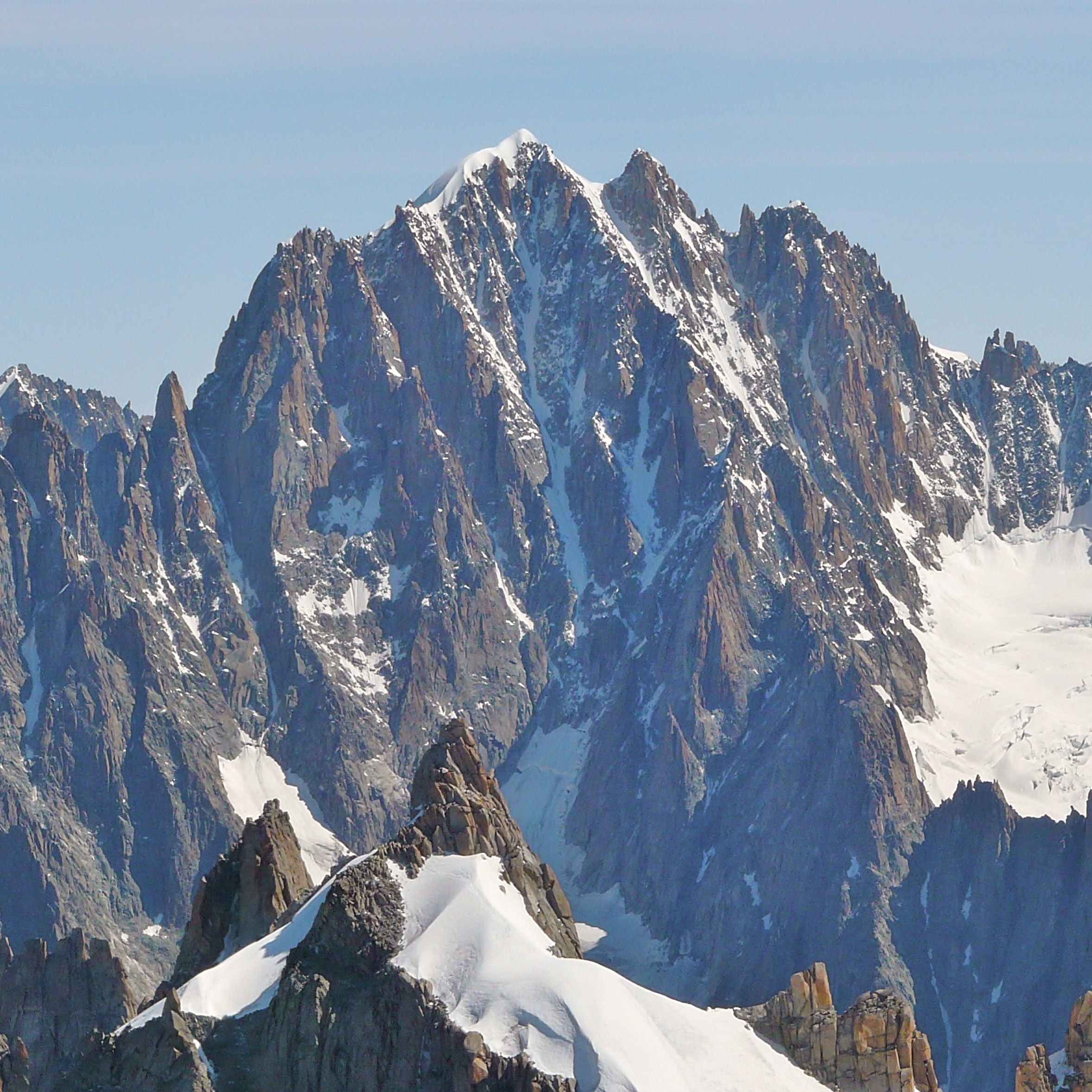

45°56′04″N 06°58′22″E / 45.93444°N 6.97278°E
大洛磯山（法語：Grande Rocheuse），是法國的山峰，位於該國東部，由上薩瓦省負責管轄，處於艾吉耶維爾特山東脊，海拔高度4,102米，人類在1865年9月17日首次登上該山峰。